# Plectrone rodriguezi
Plectrone rodriguezi är en skalbaggsart som beskrevs av Shinji Nagai 1984. Plectrone rodriguezi ingår i släktet Plectrone och familjen Cetoniidae. Inga underarter finns listade i Catalogue of Life.